# San Giorgio Canavese
San Giorgio Canavese és un comune (municipi) de la ciutat metropolitana de Torí, a la regió italiana del Piemont. A 1 de gener de 2019 la seva població era de 2.567 habitants.
San Giorgio Canavese limita amb els següents municipis: Barone Canavese, Caluso, Cuceglio, Feletto, Foglizzo, Lusigliè, Orio Canavese, San Giusto Canavese, Agliè, Ozegna, Ciconio i Montalenghe.
L'edifici més important és el castell, que era una possessió del comtat de Biandrate.
Dins del municipi hi ha la fàbrica de carrosseries de l'empresa Pininfarina.